# Zoagli
Zoagli é uma comuna italiana da região da Ligúria, província de Génova, com cerca de 2.412 habitantes. Estende-se por uma área de 7 km², tendo uma densidade populacional de 345 hab/km². Faz fronteira com Chiavari, Coreglia Ligure, Leivi, Rapallo, San Colombano Certénoli.. Em 1485 nasce em Zoagli Giovanni Battista Cicala Zoagli, Doge da República de Génova

## Demografia
| Variação demográfica do município entre 1861 e 2011                               |
|                                                                                   |
| Fonte: Istituto Nazionale di Statistica (ISTAT) - Elaboração gráfica da Wikipedia |